# Причастя немовлят
Причастя немовлят — практика Євхаристії маленьким дітям, часто у вигляді освяченого вина, змішаного з освяченим хлібом. Ця практика є стандартною для всього східного християнства, де на Божественній літургії причащаються всі хрещені та миропомазані члени церкви незалежно від віку. Причастя немовлят менш поширене у західному християнстві.

## Теологія
Кілька євангельських віршів, включаючи Матвія 19:14 і Марка 10:14, підтримують причастя немовлят. Серед Отців Церкви Кипріан, Августин і Лев Великий явно віддавали перевагу причастю немовлят.

## Історія
У ранній Церкві кожен, хто був присутній на Літургії вірних, мав отримати причастя; оглашенні та покутники не були присутні на освяченні. Рання Церква дозволяла і заохочувала батьків приводити своїх дітей до причастя. Апостольські постанови (IV ст.) вказують, що діти мають причащатися після різних чинів духовенства та посвячених мирян і перед загальною конгрегацією.
Без будь-яких практичних труднощів чи богословських сумнівів у причащанні маленьких дітей ця практика продовжується у Східній Православній Церкві донині.

## Католицизм
Практика дозволяти маленьким дітям причащатися не практикується у латинському обряді Католицької церкви, хоча не засуджується. Католики латинського обряду зазвичай утримуються від причастя немовлят і замість цього проводять спеціальну церемонію, коли дитина приймає своє перше причастя, як правило, у віці семи або восьми років. Це відповідає Кодексу канонічного права (дотримується в Римському обряді), який говорить:
Уділення Пресвятої Євхаристії дітям вимагає від них достатнього знання та ретельної підготовки, щоб вони зрозуміли таємницю Христа відповідно до своїх можливостей і могли прийняти Тіло Христове з вірою та відданістю— Канон 913
Причина відсутності необхідності причастя немовлят була сформульована Тридентським собором:
Той самий святий Собор навчає, що малі діти, які не досягли розуму, жодною необхідністю не прив’язані до таїнства Євхаристії; оскільки вони були відроджені умивальницею хрещення і таким чином об’єднані з Христом, вони не можуть у цьому віці втратити вже набуту благодать синів Божих. Однак традиційно не засуджується, якщо в деяких місцях вона колись дотримувалася цього звичаю. Бо так само, як найсвятіші Отці мали прийнятну підставу для того, що вони робили в цих обставинах, так, безперечно, слід визнати, що вони вважали це необхідним для спасіння.— Council of Trent, Sess. XXI, chap. iv
Таким чином, Рада заявила:
Якщо хтось скаже, що причащання Євхаристії необхідне малим дітям до досягнення ними років розсудливості, нехай буде проклятий.— Council of Trent, Sess. XXI, can. iv
Раніше Східні церкви в повній єдності з папою, як правило, повинні були відповідати практиці Західної церкви, що є порушенням набагато давнішої практики Східних церков. Однак декрет Другого Ватиканського Собору Orientalium Ecclesiarum, хоча і не стосується конкретно причастя немовлят, зазначає, що Собор «підтверджує і схвалює давню дисципліну таїнств, яка існує в Східних церквах, а також ритуальні практики, пов'язані з їхньою відправою та відправленням». і палко бажає, щоб це було відновлено, якщо цього вимагають обставини" (Розділ 12).
Це дало змогу деяким з цих церков відновити давню практику причастя немовлят.

## Православ'я
У Православній церкві будь-яка людина будь-якого віку причащається якнайшвидше після хрещення і миропомазання, зазвичай на наступній Божественній літургії. Від маленьких дітей зазвичай не вимагається постити або сповідатися перед причастям, поки вони не досягнуть достатнього віку, щоб усвідомити свої гріхи, як правило, у віці восьми-дев'яти років.
У православній практиці освячений хліб і вино кладуть разом у чашу, і священик причащає маленькою ложечкою. Немовлята зазвичай отримують невелику кількість освяченої Крові Христа (вино), яка змішується з Тілом (хлібом) Христа; старші діти отримують також освячене Тіло Христове (хліб). Немає ніяких теологічних (або епістемологічних) причин для того, щоб не давати хліб немовлятам, є лише практичне бажання не давати тверду їжу тим, хто не готовий до цього.

## Лютеранство
Причастя немовлят не є нормою в лютеранській церкві. У більшості церков в ELCA (а також майже в 25 % в LCMS) допускаються до Євхаристії охрещені діти, як правило, у віці від 6 до 8 років, і після відносно короткого періоду катехизичного навчання діти. Однак у деяких церквах LCMS особа повинна отримати конфірмацію перед тим, як приступити до Євхаристії. Загалом ELCA вчить, що дар причастя дається під час хрещення; просто деякі більш консервативні церкви вирішують зберегти традицію, згідно з якою діти повинні більше знати про причастя, перш ніж причащатися. Маленькі діти можуть приймати святе причастя в ELCA, а деякі європейські лютеранські організації разом з тими, хто не отримав катехитичних інструкцій (чи конфірмації), можуть бути приведені на роздачу причастя їхніми батьками, щоб отримати благословення від пастора.
Євангелістська католицька церква, нині неіснуюча деномінація, теологія якої частково базувалася на лютеранстві (хоча також з певним впливом католицизму та східного православ'я), відрізнялася від більшості лютеран тим, що приймала практику причастя немовлят.

## Англіканство
Практика значно відрізняється в Англіканській спільноті та серед тих англіканських церков, які не є філією Англіканської спільноти. У деяких церквах практикується відкрите причастя. Англіканська церква вимагає, щоб люди були «готові та бажали» конфірмації перед тим, як причащатися. Проте в деяких єпархіях були експерименти з причастям перед конфірмацією. Англіканська церква також дозволяє охрещеним регулярним причасникам з інших церков тринітаріїв причащатися. Таким чином, здається, що цей дозвіл поширюється на немовлят у практиці прийому у їхніх власних церквах; але в багатьох англіканських церквах світу розширене запрошення містить конкретне посилання на «дорослих» відвідувачів.